# 格里尼亞瓦
47°58′54″N 24°51′33″E / 47.98167°N 24.85917°E

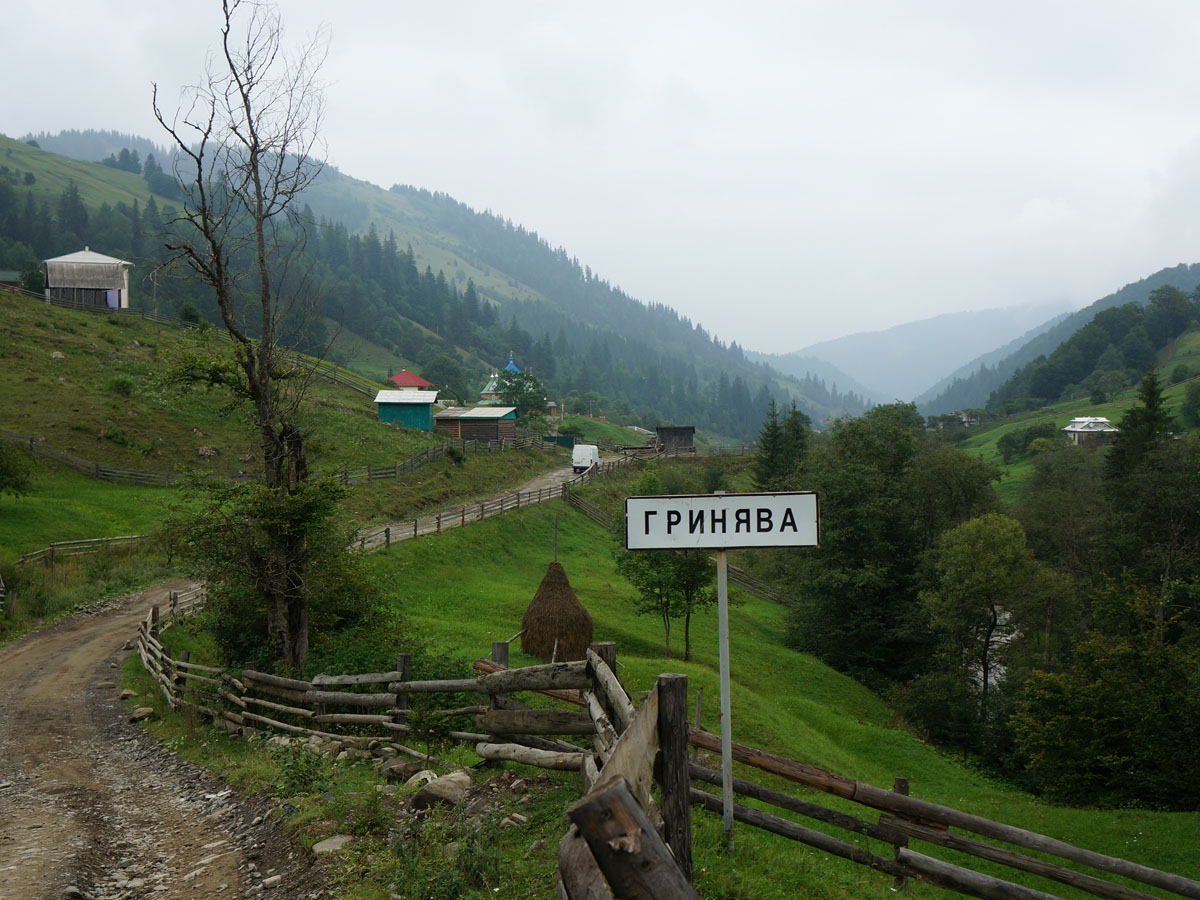

格里尼亞瓦是烏克蘭的村落，位於該國西部伊萬諾-弗蘭科夫斯克州，由韋爾霍維納區負責管轄，分別距離韋爾霍維納47公里和維日尼察82公里，始建於1702年，面積21.7平方公里，01.06.2025年人口904。